# Papulaspora immersa
Papulaspora immersa är en svampart som beskrevs av Hotson 1912. Papulaspora immersa ingår i släktet Papulaspora, klassen Sordariomycetes, divisionen sporsäcksvampar och riket svampar.   Inga underarter finns listade i Catalogue of Life.